# Mecocerculus leucophrys
A Mecocerculus leucophrys a madarak (Aves) osztályának verébalakúak (Passeriformes) rendjébe és a királygébicsfélék (Tyrannidae) családjába tartozó faj.

## Rendszerezése
A fajt Alcide d’Orbigny és Frédéric de Lafresnaye írták le 1837-ben, a Muscicapa nembe Muscicapa leucophrys néven.

## Alfajai
- Mecocerculus leucophrys brunneomarginatus Chapman, 1924
- Mecocerculus leucophrys chapmani Dickerman, 1985
- Mecocerculus leucophrys gularis (Madarasz, 1903)
- Mecocerculus leucophrys leucophrys (Orbigny & Lafresnaye, 1837)
- Mecocerculus leucophrys montensis (Bangs, 1899)
- Mecocerculus leucophrys nigriceps Chapman, 1899
- Mecocerculus leucophrys notatus Todd, 1919
- Mecocerculus leucophrys pallidior Carriker, 1933
- Mecocerculus leucophrys palliditergum W. H. Phelps & W. H. Phelps Jr, 1947
- Mecocerculus leucophrys parui W. H. Phelps & W. H. Phelps Jr, 1950
- Mecocerculus leucophrys roraimae Hellmayr, 1921
- Mecocerculus leucophrys rufomarginatus (Lawrence, 1869)
- Mecocerculus leucophrys setophagoides (Bonaparte, 1845)[2]

## Előfordulása
Dél-Amerikában, Argentína, Bolívia, Brazília, Kolumbia, Ecuador, Peru és Venezuela területén honos. Természetes élőhelyei a szubtrópusi és trópusi hegyi esőerdők és magaslati cserjések, valamint legelők. Állandó, nem vonuló faj.

## Megjelenése
Testhossza 14 centiméter.
|  |

## Életmódja
Elsősorban rovarokkal és pókokkal táplálkozik, esetenként gyümölcsöket is fogyaszt.

## Természetvédelmi helyzete
Az elterjedési területe rendkívül nagy, egyedszáma pedig stabil. A Természetvédelmi Világszövetség Vörös listáján nem fenyegetett fajként szerepel.